# Черкаський міський будинок культури імені Івана Кулика
Черка́ський міськи́й буди́нок культу́ри і́мені Іва́на Кулика́ — заклад культури в місті Черкаси, один з багатьох, який здійснює культурно-просвітницьку роботу. Носить ім'я Кулика Івана Онисимовича, українського живописця, родом із с. Моринці Черкаської обл.. Директор закладу — Євген Валовенко.
Будинок культури розташований в приміщенні колишньої тютюнової фабрики.
При будинку культури займається безліч ансамблів та колективів: 
- Зразковий колектив сучасної хореографії "Імпульс"
- Вокально-інструментальний ансамбль народної пісні "Ярославна"
- Інструментальний ансамбль "Акварелі"
- Вокальний гурт "Буднітай"
- Народний театр хореографічних мініатюр "Артанія"
- Студія східного танцю "Гюнешь"
- Дитяча вокальна студія "ДоМіСолька"
- Студія танцю "DanceHall"
- Центр дошкільного розвитку "Апельсинове сонечко"
- Народний аматорський ансамбль пісні "Веселка"
- Аматорський хор "Джерело"
- Арт-студія "Глорія" 
- Ансамбль бального та естрадного танцю "Алегро"